# Nicolas Clément (bibliothécaire)
Pour les articles homonymes, voir Nicolas Clément (homonymie) et Clément.
Nicolas Clément (né en 1647 à Toul, et décédé le 16 janvier 1712 à Paris) est un bibliothécaire et érudit français, principalement connu pour avoir été le créateur du système de classification utilisé jusqu'en 1996 par la Bibliothèque royale (actuelle BnF), la cotation Clément.
Il n'existe aucun portrait connu de Nicolas Clément. Un buste exposé dans le hall d'accueil du quadrilatère Richelieu de la Bibliothèque nationale de France porte le nom de Nicolas Clément. Cependant, les informations disponibles sur cette œuvre ne permettent pas de confirmer s'il s'agit bien de la même personne.

## Biographie
Né à Toul en 1647, Nicolas Clément est encore jeune lorsque Pierre de Carcavi, bibliothécaire de Colbert, l'engage pour mettre de l'ordre et copier le recueil des mémoires du cardinal Mazarin.
En 1670, son bienfaiteur Pierre de Carcavi, l'introduit à la bibliothèque royale, où il est désigné comme responsable chargé de la conservation des estampes et des planches. Durant cette période, Colbert entreprend de constituer, un fonds consacré aux estampes, afin de mettre de promouvoir le pouvoir royal. Nicolas Clément va avoir pour mission de contacter les artistes afin d’acquérir les droits et conserver leurs planches dans la collection. Sa responsabilité principale sera la réalisation de l'inventaire exhaustif du fonds de l'abbé Morolles, acquis par Colbert en 1667.
Sous le mandat de Colbert, le nombre de livres imprimés conservés dans les archives de la bibliothèque royale atteignit environ 35 000 exemplaires . Nicolas Clément consacra neuf années de travail à l'organisation de ces documents. 

## Cotation Clément ou lettrage Clément
« Tout le monde sçait que l’arme d’vne Bibliotheque est vn bon catalogue, et il est d’autant plus necessaire dans celle d’un Roy, qu’elle est et plus nombreuse et plus frequentée qu’aucune autre. On peut regarder vn catalogue dans trois veües differentes : ou par rapport a la seureté des liures : ou pour connoitre ce que chaque auteur a escrit : ou pour sçauoir ce qui a esté escrit sur chaque matiere. »

Nicolas Clément est célèbre pour avoir mis en place les premiers catalogues de la bibliothèque royale, en utilisant un classement inspiré de l’ouvrage Advis pour créer une bibliothèque écrit par un autre bibliothécaire célèbre Gabriel Naudé.
Le procédé de classement portera le nom de cotation Clément ou lettrage Clément. Cette classification respecte les grandes catégories définies par Naudé en 1626, à savoir : l’histoire, les sciences humaines, la jurisprudence, la médecine, les mathématiques, la philosophie et la théologie.
De 1675 à 1684, il va établir le premier catalogue méthodique des 35 000 ouvrages que possédait alors la bibliothèque royale. Le système développé répartit les livres imprimés en 23 classes qui sont par la suite groupées en ordre alphabétique et thématique et où chaque lettre correspond à un domaine du savoir.

Voici un exemple d'entrée de catalogue pour le poète William Shakespeare :
« Ce poète anglais a l’imagination assez belle ; il pense naturellement, il s’exprime avec finesse; mais ces belles qualités sont obscurcies par les ordures qu’il mêle dans ses comédies. »
Ce premier catalogue devint bientôt insuffisant. En 1688, Nicolas Clément dresse un second catalogue méthodique. Celui-ci sera divisé en quatorze volumes, accompagné d’une table des matières alphabétique en vingt et un volumes. La transcription de ce catalogue fut achevée le 29 mars 1714 par son adjoint Jean Buvat (dit aussi Jean Boivin).
À partir de 1692, sous l’égide de Nicolas Clément, la bibliothèque du roi s’ouvre aux premiers lecteurs extérieurs.
Les grands principes de classification des ouvrages de Nicolas Clément sont encore utilisés de nos jours. Tous les ouvrages entrés dans la Bibliothèque nationale de France jusqu’à la fin de 1996 ont été classés selon cette cotation.

En 1691, il succède à Melchisédech Thévenot à la charge de commis à la garde de la Bibliothèque, aidé du commis en second Jean Boivin.
En 1706, l'aventurier et prêtre défroqué Jean Aymon réussit à le persuader de son intention de revenir dans l'Église, et parvient ainsi à obtenir la permission de rester seul à la bibliothèque. Il en profite pour dérober voire mutiler certains ouvrages précieux avant de s'enfuir en Hollande. Il est toutefois notable que la plupart de ces ouvrages furent par la suite heureusement récupérés.

« Parmi les manuscrits volés était l’original des actes du concile tenu à Jérusalem en 1672 et 1675, qu’il fit imprimer à la Haye, avec les lettres de S. Cyrille Lucar et d’autres écrits, sous le titre de Monumenents authentiques de la Religion grecque, etc., 1718, in-4º. ; reproduit (sans avoir été réimprimé) sous le titre de Lettres anecdotes de Cyrille Lucar, Amsterd., 1718, in-4º. Aymon croyait les actes de ce concile inédits ; cependant Ant. Michel Fouguère en avait donné une traduction latine, 1676, in-12 ; une autre traduction latine avait paru en 1678, in-8º. L’abbé Renaudot releva, dans sa Défense de la perpétuité de la foi, les raisonnements absurdes, les bévues grossières et les calomnies d’Aymon. »

— Biographie universelle, ancienne et moderne, 1813, « AYMON (Jean) », p.137 (Wikisource)
Très fortement affecté par ce vol, Nicolas Clément tombe gravement malade et meurt le 16 janvier 1712.

## Œuvres
L'œuvre de Nicolas Clément est assez peu importante, en dehors de ses activités à la bibliothèque royale, ainsi que de sa collection de portraits, qu'il légua au roi à sa mort.
Nicolas Clément était un avide collectionneur de portraits gravés, il accumula environ 18 000 pièces qu’il regroupera en 108 volumes, au courant de sa vie. À sa mort, il légua sa collection au roi. Sa collection servit de base à une plus vaste collection de portraits, qui deviendra en 1800 la série N. Cette série, classée par ordre alphabétique, compte actuellement plus de 200 000 pièces. Les portraits de Nicolas Clément peuvent être identifiés par la marque « Cl ».
Il est par ailleurs connu que Nicolas Clément, suivant son goût pour les portraits, avait une correspondance assez suivie.
Très investi dans son travail, il a établi un système de correspondance qui lui a permis de nouer des liens avec des correspondants français et étrangers, facilitant ainsi l'acquisition de livres dans toute l'Europe. Il sera en contact avec divers savants comme le philologue Jean Henri Lederlin, Dom Calmet et le capucin Benoît Picard.
La collaboration avec Benoit Picard, aussi originaire de Toul, aurait permis l’écriture de deux ouvrages historiques.
- Nicolas Clément, Défense de l'antiquité de la ville et du siège épiscopal de Toul, contre la préface d'un livre qui a pour titre : « Système chronologique et historique des évêques de Toul », Paris, impr. de S. Langlois, 1702, 52 p.
- Dissertation critique pour prouver, que la Ville de Toul était la Capitale et le Siège épiscopal des Leuquois

Ces deux ouvrages, considérés comme étant deux parties d'un même livre, sont une réfutation de la dissertation de l'abbé Riguet, prévôt de l'église de Saint-Dié, parue en 1701 à Nancy, qui cherche à prouver que la ville de Toul était le siège épiscopal des Leucois. L'attribution de leurs paternités, reste incertaine encore à ce jour.